# Ordem de Vytautas o Grande
A Ordem de Vytautas, o Grande é uma condecoração presidencial lituana.  Pode ser conferido aos chefes de governo da Lituânia e de estados estrangeiros, bem como aos seus cidadãos, por serviços distintos ao Estado da Lituânia.

## História
A Ordem foi instituída em 1930 em comemoração ao quingentésimo (500°) aniversário de morte do Grão-Duque da Lituânia Vytautas, o Grande. A insígnia da Ordem, gravada na Lituânia pré-segunda guerra, foi desenhada pelo artista lituano Jonas Burba. As insígnias da Ordem hoje emitidas são do mesmo desenho.

## Classes
A Ordem de Vytautas, o Grande, tem cinco classes:
| 1. Grã-Cruz                                                                             |
| 2. Grã-Cruz do Comandante                                                               |
| 3. Cruz do Comandante                                                                   |
| 4. Cruz de Oficial                                                                      |
| 5. Cruz de Cavaleiro                                                                    |
| Classe especial desta insígnia - a Ordem de Vytautas, o Grande, com a Corrente Dourada. |

### Grande Cruz
A insígnia da Grã-Cruz consiste na Grã-Cruz, Estrela e faixa. A Grande Cruz tem 50 mm de largura. É feito de ouro e coberto com esmalte branco. Na frente, da Cruz, um cavaleiro é retratado contra um fundo de um escudo vermelho. O mesmo escudo, com um V (para significar o nome Vytautas) no meio, está no reverso da Cruz. Acima do escudo está a Grã-Coroa do Duque. Nas bordas da Cruz estão as datas do governo de Vytautas, o Grande (1392-1430). O reverso da cruz apresenta uma coroa real dourada embelezada com três pedras de cristal.
A estrela mede 85mm e é feita de ouro. Tem nove lados. No centro, uma versão menor de Vytautas, o Grande Cruz com uma coroa dourada acima é retratada em um fundo de esmalte azul.
A faixa da Ordem é feita de moiré branco e tem 100mm de largura para homens, 65mm para mulheres. Possui duas tiras laranja menores nas laterais.
O rei da Suécia, Carlos XVI Gustavo e rainha Síalvia foram os primeiros estrangeiros a receber a Ordem em 1995, durante a visita oficial do Presidente da Lituânia à Suécia.

### Grã-Cruz do Comandante
A insígnia da Grã-Cruz do Comandante consiste na Grã-Cruz, Estrela e Fita. A Grã-Cruz tem a maioria das mesmas características acima. A fita da Ordem é feita de moiré branco com duas listras laranja e tem 40mm de largura para homens e mulheres.
A Estrela da Ordem mede 85 mm e tem nove lados. É feito de ouro. No centro, uma versão menor de Vytautas, o Grande Cruz com uma coroa dourada, em esmalte preto.

### Cruz do Comandante
A Cruz do Comandante consiste em uma Cruz e uma Fita. É semelhante à Grã-Cruz.

### Cruz de Oficial
A Cruz do Oficial consiste em uma Cruz e uma pequena fita. É semelhante ao Grã-Cruz, mas menor em 42 mm. A fita tem 32 mm de largura e é feita de moiré branco.

### Cruz de Cavaleiro
A Cruz de Cavaleiro consiste em uma Cruz e uma pequena fita, semelhante à Cruz do Oficial.

### Ordem de Vytautas, o Grande com a Corrente Dourada
Esta classe especial de Ordem é a mais alta condecoração do Estado da Lituânia. É composto por uma corrente dourada, cruz, estrela e faixa.
Partes da Corrente Dourada formam uma cruz dupla (seis ângulos), enfeitada com um V estilizado. Ambas as bordas da Corrente estão ligadas pela parte central, cuja forma e ornamentos são retirados do selo de Vytautas, o Grande. O urso representa Smolensk, o cavaleiro representa Vilnius, o guerreiro representa Trakai e a cruz representa Volyn.

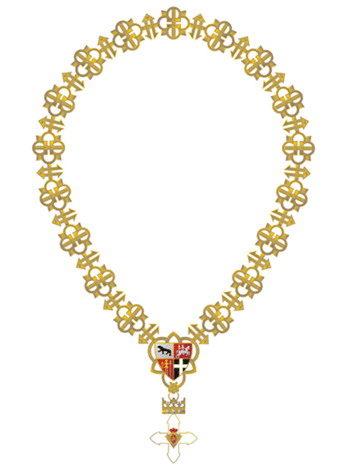
Visão completa da Ordem com Corrente Dourada

## Destinatários da Ordem de Vytautas, o Grande com a Corrente Dourada
- Presidente da Lituânia, Valdas Adamkus, condecorado em 26 de fevereiro de 2003
- Presidente da Lituânia, Algirdas Brazauskas, condecorado em 3 de fevereiro de 2003
- Presidente da Lituânia, Rolandas Paksas, condecorado em 25 de fevereiro de 2003
- Presidente do Conselho Supremo da Lituânia, Vytautas Landsbergis, condecorado em 3 de fevereiro de 2003
- Presidente da Estônia, Arnold Rüütel, condecorado em 30 de setembro de 2004
- Presidente da Alemanha, Horst Köhler, condecorado em 19 de outubro de 2005
- Presidente da Polônia, Aleksander Kwaśniewski, condecorado em 2 de novembro de 2005
- Presidente da Hungria, László Sólyom, condecorado a 7 de Setembro de 2006
- Presidente da Ucrânia, Viktor Yushchenko, condecorado em 14 de novembro de 2006
- Rei de Espanha, Juan Carlos I, condecorado a 1 de Junho de 2005
- Rei da Bélgica, Albert II, condecorado em 16 de março de 2006
- Rainha do Reino Unido e da Commonwealth, Elizabeth II, condecorada em 17 de outubro de 2006
- Imperador do Japão, Akihito, condecorado em 22 de maio de 2007
- Presidente de Portugal, Aníbal Cavaco Silva, condecorado a 29 de Maio de 2007
- Presidente da Estônia, Toomas Hendrik Ilves, condecorado em 25 de abril de 2008
- Rainha dos Países Baixos, Beatriz condecorada em 24 de junho de 2008
- Presidente do Chile, Michelle Bachelet, condecorado em 9 de julho de 2008
- Presidente da Áustria, Heinz Fischer, condecorado em 12 de março de 2009
- Presidente da Bulgária, Georgi Sedefchov Parvanov, condecorado em 13 de março de 2009
- Presidente da Lituânia, Dalia Grybauskaitė, condecorado em 12 de julho de 2009
- Presidente da Letônia, Valdis Zatlers, condecorado em 7 de fevereiro de 2011
- Rei da Noruega, Harald V, condecorado em 23 de março de 2011
- O ex-presidente da Polônia, Lech Wałęsa rejeitou este prêmio em 6 de setembro de 2011 como resultado de uma alegada discriminação por parte do governo lituano em relação à sua minoria polonesa.[3]
- Presidente da Finlândia, Sauli Väinämö Niinistö, condecorado em 24 de abril de 2013
- Presidente da Alemanha, Joachim Gauck, condecorado em 2 de julho de 2013
- Rei da Suécia, Carl XVI Gustaf, condecorado em 7 de outubro de 2015
- Rei dos Países Baixos, Guilherme Alexandre, condecorado em 13 de junho de 2018
- Presidente da Itália, Sergio Mattarella, condecorado em 5 de julho de 2018
- Presidente da Polônia, Andrzej Duda, condecorado em 21 de fevereiro de 2019
- Presidente da Lituânia, Gitanas Nausėda, condecorado em 12 de julho de 2019